# Palmeira das Missões
Palmeira das Missões est une ville de l'État du Rio Grande do Sul au Brésil.